# Jean-Pierre Cassel
 Jean-Pierre Cassel  (n. 27 octombrie 1932, Paris, Île-de-France, Franța – d. 19 aprilie 2007, Paris, Île-de-France, Franța) a fost un actor de film francez. Printre cele mai cunoscute filme ale sale se numără A trecut o femeie (1963), Acei oameni minunați în mașinile lor zburătoare (1965), Serbările galante (1966) și Sub patru steaguri.

## Biografie
Fiul unui doctor, a urmat mai întâi școala de teatru Cours Simon din Paris și a jucat la Théâtre National Populaire și în cabarete. Gene Kelly l-a descoperit ca un bun dansator într-un club de noapte și i-a oferit un rol în Street of Happiness în 1956. În comediile din Noul val francez, Cassel a fost convingător ca sex simbol plin de umor, la începutul anilor 1960. A fost eroul preferat al regizorului Philippe de Broca. Din 1966 până în 1974 Cassel a fost președintele sindicatului actorilor francezi.
Partenerele sale de film din anii 1960 și 1970 au fost actrițe precum Françoise Dorléac (La Gamberge, Arsène Lupin contre Arsène Lupin), Catherine Deneuve (Un monsieur de compagnie), Jean Seberg (L’Amant de cinq jours), Cornelia Froboess (Le Caporal épinglé), Simone Signoret (Armata umbrelor), Brigitte Bardot (Ursul și păpușa), Stéphane Audran (La Rupture), Claude Jade (Le bateau sur l'herbe) și Jacqueline Bisset (Who Is Killing the Great Chefs of Europe?).
În cinematografia internațională, a reprezentat arhetipul francezilor, de exemplu, ca dirijor de vagon de dormit în Crima din Orient Express (1974), ca temerarul Pierre Dubois din Acei oameni minunați în mașinile lor zburătoare, ca regele Ludwig al XIII-lea în Cei trei muschetari și Cei patru mușchetari precum și ca designer de modă în Prêt-à-Porter.
Cassel a decedat la 19 aprilie 2007, după o lungă boală la Paris. Ultimul său film Asterix la Jocurile Olimpice, în care a jucat rolul lui Panoramix, a avut premiera la 13 ianuarie 2008 la Paris.
Cassel a fost căsătorit cu Sabine Cassel-Lanfranchi. Din căsătoria lor a avut trei copii: actorul Vincent Cassel (n. 1966) și rapperul Mathias Crochon; fiica Olivia (născută la 10 decembrie 1967, † la 28 ianuarie 1968) a murit de sindromul morții subite la sugari. Sabine Cassel-Lanfranchi l-a părăsit pe Cassel pentru coregraful Michael Bennet. 
Ulterior, Cassel a fost căsătorit cu Anne Célérier și împreună cu ea a avut fiica Cécile Cassel (n. 1982), care este actriță și cântăreață.

## Filmografie selectivă
- 1950 Pigalle-Saint-Germain-des-Prés, regia André Berthomieu
- 1952 La Route du bonheur, regia Maurice Labro
- 1953 Un act de dragoste (Un acte d’amour), regia Anatole Litvak
- 1957 La Route joyeuse (The Happy Road), regia Gene Kelly
- 1960 Jocurile dragostei (Les Jeux de l'amour), regia Philippe de Broca
- 1960 Farsorul (Le Farceur), regia Philippe de Broca
- 1961 Amantul de cinci zile (L'Amant de cinq jours), de Philippe de Broca
- 1961 Vă place Brahms? (Goodbye Again), de Anatole Litvak
- 1962 Pe urmele caporalului (Le Caporal épinglé), de Jean Renoir
- 1962 Arsène Lupin contra Arsène Lupin (Arsène Lupin contre Arsène Lupin), regia Édouard Molinaro
- 1963 A trecut o femeie (Nunca pasa nada), regia Juan Antonio Bardem
- 1964 Domn de companie (Un monsieur de compagnie), regia Philippe de Broca
- 1965 Acei oameni minunați în mașinile lor zburătoare (Those Magnificent Men in their Flying Machines, or How I Flew from London to Paris in 25 Hours and 11 Minutes), de Ken Annakin
- 1966 Serbările galante (Les Fêtes galantes), regia René Clair : Jolicoeur
- 1966 Arde Parisul? (Paris brûle-t-il ?), regia René Clément : Lt. Henri Karcher
- 1968 Drăguțele doamne (Le dolci signore), regia Luigi Zampa
- 1969 Armata umbrelor (L'Armée des ombres), regia Jean-Pierre Melville
- 1969 Vai, ce război drăgălaș! (Oh ! What a lovely war), regia Richard Attenborough
- 1969 Ursul și păpușa (L'Ours et la Poupée), regia Michel Deville
- 1970 Ruptura (La Rupture), regia Claude Chabrol
- 1970 Le Bateau sur l'herbe, regia Gérard Brach
- 1972 Farmecul discret al burgheziei (Le charme discret de la bourgeoisie), regia Luis Buñuel
- 1973 Cei trei mușchetari (The Three Musketeers), regia Richard Lester
- 1974 Crima din Orient Express (Murder on the Orient Express), regia Sidney Lumet
- 1974 Cei patru mușchetari (The Four Musketeers: Milady's Revenge), regia Richard Lester
- 1976 Nebunii burgheze (Folies bourgeoises), regia Claude Chabrol
- 1979 Sub patru steaguri (Contro 4 bandiere), regia Umberto Lenzi
- 1982 Păstrăvul (La Truite), regia Joseph Losey
- 1988 Șuanii (Chouans !), regia Philippe de Broca
- 1988 Toscanini, regia Franco Zeffirelli
- 1989 Întoarcerea mușchetarilor (The Return of the Musketeers), regia Richard Lester
- 1990 Vincent și Théo (Vincent & Theo), regia Robert Altman
- 1992 Pétain, regia Jean Marbœuf
- 1994 Infernul (L'Enfer), regia Claude Chabrol
- 1994 Prêt-à-porter (Ready to Wear), regia Robert Altman
- 1995 La Cérémonie, regia Claude Chabrol
- 1999 Sade, regia Benoît Jacquot
- 2000 Râuri de purpură (Les Rivières pourpres), de Mathieu Kassovitz
- 2003 Michel Vaillant, regia Louis-Pascal Couvelaire
- 2006 Rea-credință (Mauvaise Foi), regia Roschdy Zem
- 2007 Contre-enquête, regia Franck Mancuso
- 2007 Scafandrul și fluturele (Le Scaphandre et le Papillon), regia Julian Schnabel
- 2008 Asterix la Jocurile Olimpice (Astérix aux Jeux Olympiques), regia Thomas Langmann și Frédéric Forestier